# Ministro de Justicia y Derechos Humanos del Perú
El Ministro de Justicia y Derechos Humanos del Perú es el encargado del ministerio de homónimo, dentro del Consejo de Ministros del Perú.